# バクロフェン
バクロフェンは、GABA作動薬のひとつ。商品名はリオレサール（ノバルティス製造販売）、ギャバロン（第一三共製造販売）。種々の疾患による痙縮に対して用いられる。 近年ではアルコール依存症について研究がなされている。GABA受容体のアゴニストであり、特にGABAB受容体に結合する。脊髄性のみならず、脳性の症状にも有用である。また、「しゃっくり」の治療に用いられることもある。

## 適応症
- 脳血管障害、脳性麻痺、痙性脊髄麻痺、脊髄血管障害、
- 頸部脊椎症、後縦靱帯骨化症
- 多発性硬化症(MS)
- 筋萎縮性側索硬化症(ALS)、脊髄小脳変性症
- 外傷後遺症（脊髄損傷、頭部外傷）、術後後遺症（脳・脊髄腫瘍を含む）

### バクロフェン髄腔内持続投与療法
- 適応症: 脳脊髄疾患に由来する重度の痙性麻痺（既存治療で効果不十分な場合に限る）
- 経口投与では中枢神経系への移行性が不十分であるため、埋込み式ポンプを用いたITB（Intrathecal Baclofen；髄腔内バクロフェン投与）療法が2006年承認された[4]。2007年1月からは小児への適応も認められた。
- 患者に対してまずはスクリーニングトライアルを行い、少量のバクロフェンを腰椎穿刺により髄腔内に投与する。これにより痙縮の改善が得られれば、その後にポンプとカテーテルの埋込術を施行する。
- ポンプ埋込後も、ポンプの流量やポンプに注入する薬液の濃度変更で、症状に応じた適切な投与量の調節が可能である。

## 適応外使用

### アルコール依存症
バクロフェンは、アルコール依存症に対する有用性が示唆されている。アルコールが側坐核の細胞外ドパミン濃度を上昇させるのに対し、腹側被蓋領域に発現しているGABAB受容体のアゴニストであるバクロフェンは中脳辺縁ドパミン経路を抑制的に調節し、アルコール依存症を改善すると考えられている。アルコール依存症患者100名に対する1年間のオープンラベル前向き研究（治療完遂は83人）の結果、1日のアルコール消費量（中央値）は106gから18gに有意に減少（p<0.0001）し、その内44名（53%）が禁酒できた。